# Quan hệ Đài Loan – Việt Nam
Quan hệ Đài Loan – Việt Nam là một mối quan hệ ngoại giao phi chính thức giữa chính quyền Cộng hòa Xã hội chủ nghĩa Việt Nam và chính quyền Trung Hoa Dân quốc. Tuy là một quốc gia có mối quan hệ mật thiết và chỉ chính thức công nhận chính quyền Cộng hòa Nhân dân Trung Hoa, cũng như chính sách Một Trung Quốc, Việt Nam vẫn duy trì mối quan hệ ngoại giao không chính thức với Đài Loan một cách độc lập. Những tác động từ văn hóa (Đài lưu), di dân hoặc hợp tác lao động, hợp tác đầu tư (Đài Loan là nguồn đầu tư trực tiếp nước ngoài lớn nhất tại Việt Nam vào năm 2006) đã củng cố mối quan hệ không chính thức này. Hai nước thường xuyên duy trì những chuyến viếng thăm song phương, giúp đẩy mạnh dòng vốn đầu tư đáng kể giữa Đài Loan và Việt Nam.

## Phong trào cách mạng Việt Nam với Chủ nghĩa Tam Dân
Trong thời kỳ đấu tranh giành độc lập, nhiều nhà cách mạng Việt Nam đã học hỏi từ các mô hình cách mạng của Trung Quốc. Đặc biệt, chủ nghĩa Tam Dân và sự thành công cách mạng Tân Hợi đã cổ vũ rất nhiều cho phong trào đấu tranh giành độc lập của Việt Nam. Sau thất bại của phong trào Đông Du, nhà cách mạng Phan Bội Châu đã thành lập tổ chức Việt Nam Quang phục Hội, đưa nhiều nhà cách mạng trẻ Việt Nam sang đào tạo, huấn luyện tại Trung Hoa Dân quốc. Dù không lâu sau đó, lãnh tụ Phan Bội Châu bị bắt, Quang phục Hội tan rã, các tổ chức cách mạng Việt Nam kế tục như Việt Nam Phục quốc Đồng minh Hội, Hội Việt Nam Cách mạng Thanh niên, Đại Việt Quốc dân Đảng, Việt Nam Quốc dân Đảng... vẫn phát triển trên những nền tảng mà Phan Bội Châu đã gầy dựng. Trong thời kỳ hợp tác Quốc - Cộng, các tổ chức cách mạng Việt Nam tại Trung Quốc liên tục được mở rộng. Một số nhà cách mạng trẻ Việt Nam còn được đào tạo tại Trường Quân sự Hoàng Phố, cái nôi đã đào tạo ra nhiều danh nhân quân sự Trung Quốc thời hiện đại.
Hợp tác Quốc - Cộng tan vỡ, phong trào cách mạng Việt Nam vì thế cũng bị phân hóa. Do ảnh hưởng của Trung Quốc Quốc dân Đảng đối với cách mạng Việt Nam, hình thành nên nhiều tổ chức chính trị theo chủ nghĩa Tam Dân, nổi bật nhất là Việt Nam Quốc dân Đảng. Những nhà cách mạng Việt Nam theo xu hướng Quốc tế Cộng sản, không lâu sau đó, cũng tập hợp thành tổ chức thống nhất Việt Nam Cộng sản Đảng (sau đổi thành Đảng Cộng sản Đông Dương). Phái bảo hoàng hình thành tổ chức Việt Nam Phục quốc Đồng minh Hội dưới sự tài trợ của Đế quốc Nhật Bản. Cả 3 xu hướng đều lấy Trung Quốc làm hậu cứ để phát triển lực lượng cho phong trào cách mạng trong nước.

## Đồng minh chống Nhật ở Đông Dương
Thế chiến thứ hai nổ ra, Nhật tiến quân vào Đông Dương nhưng vẫn duy trì chính quyền thực dân Pháp. Trước tình hình này, các tổ chức cách mạng Việt Nam ở Trung Quốc hình thành ý định hợp nhất trong một tổ chức mở rộng. Tháng 10 năm 1940, tại Quế Lâm (Trung Quốc), nhà cách mạng Nguyễn Ái Quốc vận động các tổ chức cách mạng Việt Nam ở Trung Quốc thống nhất hoạt động dưới danh nghĩa Việt Nam Độc lập Vận động Đồng minh Hội, gọi tắt là Việt Minh, do Hồ Học Lãm, Nguyễn Hải Thần lãnh đạo. Việt Nam Độc lập Vận động Đồng minh Hội vốn là tổ chức tiền thân của Việt Nam Phục quốc Đồng minh Hội từ năm 1936 đến 1939. Các tổ chức cách mạng Việt Nam tham gia Hội trên danh nghĩa gồm Việt Nam Phục quốc Đồng minh Hội, Việt Nam Quốc dân Đảng và Đại Việt Quốc dân đảng. Các nhà cách mạng cộng sản Việt Nam tại Trung Quốc cũng có điều kiện hoạt động hợp pháp dưới danh nghĩa của Việt Nam Độc lập Vận động Đồng minh Hội.
Đầu năm 1941, Nguyễn Ái Quốc về nước trực tiếp lãnh đạo phát triển cách mạng trong nước sau 30 năm ở nước ngoài. Ông cũng đã xúc tiến thành lập Hội Việt Nam Độc lập Đồng minh, gọi tắt là Việt Minh. Kế thừa tính chất cách mạng mở rộng thống nhất của Việt Nam Độc lập Vận động Đồng minh Hội, tổ chức này ra tuyên ngôn: "Liên hiệp hết thảy tất cả các tầng lớp nhân dân, các đảng phái cách mạng, các đoàn thể dân chúng yêu nước, đang cùng nhau đánh đuổi Nhật-Pháp, làm cho Việt Nam hoàn toàn độc lập, dựng lên một nước Việt Nam Dân chủ Cộng hòa". Điều lệ của Việt Minh cũng ghi rõ "Việt Minh kết nạp từng đoàn thể, không cứ đảng phái, đoàn thể nào của người Việt Nam hay của các dân tộc thiểu số sống trong nước Việt Nam, không phân biệt giai cấp, tôn giáo và xu hướng chính trị, hễ thừa nhận mục đích, tôn chỉ và chương trình của Việt Minh và được Tổng bộ Việt Minh thông qua, thời được gia nhập Việt Minh".
Ngày 13 tháng 8 năm 1942, Nguyễn Ái Quốc lấy tên Hồ Chí Minh, sang Trung Quốc với danh nghĩa đại diện cho Việt Minh để tranh thủ sự ủng hộ của Trung Hoa Dân quốc. Tuy nhiên, khi sang đến Trung Quốc, ông bị chính quyền địa phương Trung Quốc bắt giữ và bị giam hơn một năm, trải qua khoảng 30 nhà tù. Trước đó, với Sự kiện Tân Tứ quân (tháng 1 năm 1941), mặt trận thống nhất chống Nhật của người Trung Quốc xem như tan vỡ, tác động tiêu cực cả lên sự hợp tác giữa các nhà cách mạng Việt Nam.
Nhằm tạo ra một đồng minh chống Nhật ở Đông Dương, lãnh đạo Chính phủ Quốc dân Tưởng Giới Thạch, từ đầu thập niên 1940 đã chỉ thị tướng Trương Phát Khuê hỗ trợ cho các tổ chức cách mạng người Việt chống Pháp trong lãnh địa của mình (Nam Trung Quốc), và chuẩn bị cho việc kiểm soát miền Bắc Đông Dương sau chiến tranh,, tiến đến đưa Bắc Đông Dương thống nhất vào Trung Quốc theo nguyên tắc Tam Dân. Dưới sự bảo trợ của Trương, một tổ chức liên minh chính trị đấu tranh cho quyền độc lập của Việt Nam nhưng loại trừ những người Cộng sản hoặc có xu hướng thiên Cộng, lấy tên là Việt Nam Cách mệnh Đồng minh Hội, gọi tắt là Việt Cách, thành lập 1 tháng 10 năm 1942. Việc loại trừ mọi ảnh hưởng những người Cộng sản Việt Nam trong tổ chức Việt Cách, với Trương là nhằm mục tiêu gây dựng ảnh hưởng của Trung Quốc với Đông Dương.
Trên thực tế, các tổ chức thành viên của Việt Cách bị chia rẽ, chống đối nhau về phương pháp tiến hành đấu tranh và sự tranh giành quyền lực giữa lãnh tụ của các nhóm này đã che lấp mất mục tiêu đấu tranh giành độc lập dân tộc của họ. Trong số các lãnh tụ của Việt Cách, nhóm Vũ Hồng Khanh và Nghiêm Kế Tổ, do được chính phủ Trùng Khánh hậu thuẫn, được xem có thế lực nhất. Trong khi đó, Trương lại đặc biệt hỗ trợ cho Nguyễn Hải Thần. Trước tình hình đó, Trương đành chuyển sự chú ý đến Hồ Chí Minh, một nhà cách mạng mới nổi và đang được "an dưỡng" trong các nhà tù của Trương.
Hồ Chí Minh được trả tự do, kèm theo lời hứa thống nhất và tổ chức Việt Cách thành một khối thuần nhất do Trung Quốc đỡ đầu. Ông nhanh chóng tận dụng cơ hội này để mở rộng ảnh hưởng của Việt Minh, chiêu mộ nhiều thành viên trẻ, trung kiên nhất, cách mạng nhất của Việt Cách để đưa về nước hoạt động dưới sự lãnh đạo của Việt Minh. Cuối năm 1944, Hồ Chí Minh về nước lãnh đạo cách mạng trong khi các lãnh đạo Việt Cách tại Trung Quốc tiếp tục bị chia rẽ, tách ra hoạt động riêng như Việt Quốc của Vũ Hồng Khanh, Đại Việt Dân chính của Nguyễn Tường Tam... Nguyễn Hải Thần trở thành nhà lãnh đạo của Việt Cách.

## Nhà nước Việt Nam non trẻ giữa tham vọng của 2 cường quốc
Ngày 15 tháng 8 năm 1945, Nhật Bản tuyên bố đầu hàng Đồng Minh. Theo thỏa thuận Potsdam, quân Anh sẽ giải giáp cho quân Nhật tại Việt Nam từ vĩ tuyến 16 về phía Nam và quân Trung Quốc sẽ giải giáp cho quân Nhật từ vĩ tuyến 16 về phía Bắc. Tuy nhiên, là tổ chức chính trị hoạt động thống nhất và kỷ luật, có cơ sở lớn mạnh trong nước, Việt Minh đã tận dụng được thời cơ để làm nên cuộc Cách mạng tháng 8, thành lập nước Việt Nam Dân chủ Cộng hòa. Việc một chính phủ Việt Nam được thành lập không nằm trong sự kiểm soát của Trung Hoa Dân quốc là một bất ngờ khó chịu đối với chính phủ Trùng Khánh. Theo tài liệu phía Việt Nam, một mật sách "Diệt Cộng, cầm Hồ" nhằm cố gắng lật đổ chính phủ lâm thời do Việt Minh lãnh đạo và lập nên một chính quyền mới thân Trung Quốc, được đặt ra và do tướng Tiêu Văn, phó chỉ huy lực lượng Trung Quốc giải giáp quân Nhật ở miền Bắc Đông Dương, trực tiếp phụ trách.
Cuối tháng 8 năm 1945, 20 vạn quân Trung Quốc do Lư Hán làm Tổng chỉ huy, vượt biên giới Việt-Trung tiến vào Việt Nam. Các tổ chức Việt Quốc, Việt Cách và Phục Quốc, dưới sự hỗ trợ của quân Trung Quốc chia nhau kiểm soát các địa phương phía Bắc Hà Nội, xung đột vũ trang với Việt Minh để giành quyền kiểm soát ở một số nơi. Phía Trung Quốc còn gây nhiều áp lực, đòi phải "báo cáo quân số thực tế và tổ chức quân đội Việt Nam", đòi mỗi bộ của chính quyền Việt Nam Dân chủ Cộng hòa phải có một người "liên lạc viên" của Trung Quốc, thậm chí đòi Việt Nam lùi giờ lại một tiếng theo giờ Trung Quốc.
Cũng trong thời gian này, dưới sự hỗ trợ của quân Anh, quân Pháp nổ súng tái chiếm Nam Bộ, mở đầu cuộc chiến hòng tái kiểm soát Đông Dương. Để tránh phải một lúc đối đầu với nhiều kẻ thù, chính phủ Việt Nam Dân chủ Cộng hòa đã thực hiện nhiều chính sách nhượng bộ, tránh xung đột với phía Trung Hoa Dân quốc, thậm chí với cả Việt Quốc, Việt Cách để tránh phải một lúc đối đầu với nhiều kẻ thù. Đảng Cộng sản Đông Dương tuyên bố tự giải tán, thực chất là rút vào hoạt động bí mật. Một chính phủ mới được thành lập, bổ sung thêm các thành viên của Việt Quốc và Việt Cách. Một cuộc Tổng tuyển cử bầu ra Quốc hội, dù không tham gia nhưng Việt Quốc, Việt Cách vẫn gây sức ép để có 70 đại biểu đặc cách. Lãnh đạo Việt Cách, Nguyễn Hải Thần, trở thành Phó chủ tịch nước.
Tuy nhiên, bóng ma cuộc nội chiến mới đang trùm lên đất nước Trung Quốc. Nắm bắt được tình thế này, chính phủ Pháp đã ký với phía Trung Hoa Dân quốc Hiệp ước Hoa – Pháp, theo đó phía Trung Hoa Dân quốc sẽ rút quân khỏi Bắc Đông Dương, nhường lại quyền tiếp quản cho quân Pháp. Đổi lại, Pháp sẽ từ bỏ các quyền lợi ở Trung Quốc và ưu tiên cho Trung Hoa Dân quốc một số quyền lợi kinh tế ở Bắc Đông Dương. Sau khi quân Trung Quốc rút về nước, mất đi hậu thuẫn, Việt Quốc, Việt Cách nhanh chóng suy yếu hẳn, không đủ sức tranh giành quyền lực với Việt Minh. Nhiều lãnh đạo của Việt Quốc và Việt Cách bỏ trốn sang Trung Quốc, tiếp tục cuộc sống lưu vong.

## Mối quan hệ lững lờ
Tuy rút khỏi Việt Nam, Trung Hoa Dân quốc vẫn duy trì một quan hệ ngoại giao ở cấp Tổng lãnh sự với chính phủ Việt Nam Dân chủ Cộng hòa. Lãnh sự đầu tiên là Viên Tử Kiện (Yuen Tse Kien). Mối quan hệ tế nhị và lững lờ khi mà Việt Nam bước vào cuộc kháng chiến và Trung Quốc thì rơi vào nội chiến.
Với sự thắng thế của Trung Quốc Cộng sản Đảng, chính quyền Trung Hoa Dân quốc mất dần quyền kiểm soát ở Đại lục và phải dời đến Đài Loan. Nước Cộng hòa Nhân dân Trung Hoa ra đời, nhanh chóng công nhận chính quyền Việt Nam Dân chủ Cộng hòa, đồng thời hỗ trợ cho công cuộc kháng chiến của Việt Nam. Đổi lại, phía Việt Nam cũng công nhận chính quyền Trung Quốc, cắt đứt quan hệ với Trung Hoa Dân quốc.
Trong khi đó, vai trò lãnh sự Trung Hoa Dân quốc tại Việt Nam vẫn tiếp tục được duy trì trong khu vực do chính quyền phi cộng sản là Quốc Gia Việt Nam kiểm soát.

## Quan hệ giữa Trung Hoa Dân quốc và Việt Nam Cộng hòa
Sau thất bại tại Điện Biên Phủ, theo Hiệp định Genève, 1954, Pháp phải rút khỏi Việt Nam. Việt Nam tạm thời chia thành 2 miền tập kết. Tòa lãnh sự Trung Hoa Dân quốc dời vào Sài Gòn. Khi Ngô Đình Diệm tuyên bố phế truất Quốc trưởng Bảo Đại và thành lập Việt Nam Cộng hòa. Trung Hoa Dân quốc ngay lập tức công nhận Việt Nam Cộng hòa bởi hai quốc gia này có cùng chung chính sách chống cộng sản. Chính quyền Ngô Đình Diệm đã thiết lập mối quan hệ chính thức với chính quyền Đài Bắc năm 1955. Quan hệ cấp Lãnh sự được nâng lên hàng Đại sứ. Đại sứ đầu tiên của Trung Hoa Dân quốc tại Việt Nam Cộng hòa cũng chính là cựu Tổng lãnh sự Viên Tử Kiện.
Mối quan hệ giữa Việt Nam Cộng hòa và Trung Hoa Dân quốc khá thân thiết, gần gũi hơn nhiều so với quan hệ của Đài Loan với các nước khác ở Đông Nam Á. Đài Loan đã nỗ lực truyền thụ cho các nước Đông Nam Á về những kinh nghiệm cay đắng và hiếm có trong vấn đề chống cộng, và Việt Nam Cộng hòa chính là người nhận được nhiều bài học nhất.
Đài Bắc cũng là quốc gia tiếp đón nhiều chuyến thăm cấp tổng thống từ miền Nam Việt Nam hơn bất cứ quốc gia nào khác trong khu vực. Chính quyền Đài Bắc đã có nhiều hỗ trợ cho các sinh viên Nam Việt Nam đến Đài Loan du học, cũng như có nhiều hỗ trợ vật chất và hậu cần cho chính quyền Sài Gòn trong cuộc chiến tại Việt Nam.
Đại sứ Trung Hoa Dân Quốc tại Sài Gòn từ 1964 đến tận 1972 là Hồ Liên, tướng của Quốc quân Trung Hoa Dân Quốc có nhiều kinh nghiệm quân sự từ cuộc Nội chiến Quốc-Cộng. Đài Bắc và Sài Gòn từng là hai thành phố kết nghĩa. Tuy vậy mối quan hệ này đôi khi trở nên căng thẳng, đặc biệt là vấn đề Hoa kiều tại Việt Nam khi mà phần nhiều trong số họ vẫn giữ quốc tịch Trung Quốc; chính quyền Đài Bắc cảm thấy bị xúc phạm vì Việt Nam Cộng hòa ước tính dân số Hoa kiều thấp. Ngay trước khi Sài Gòn thất thủ, tổng thống Việt Nam Cộng hòa Nguyễn Văn Thiệu đã di tản đến Đài Bắc nơi anh trai ông đang làm đại sứ. Một máy bay của hãng hàng không miền nam Việt Nam Air Viet Nam đã bị bỏ lại sân bay Tùng Sơn Đài Bắc và rốt cuộc trở thành tài sản của hãng hàng không sở tại.

## Xây dựng lại quan hệ
Sau khi đồng minh Việt Nam Cộng hòa sụp đổ, chính quyền Đài Bắc ban đầu duy trì một chính sách không quan hệ với Việt Nam, thậm chí không có hoạt động thương mại tư nhân và liên lạc bưu chính. Đài Loan đã không tận dụng được lợi thế khi quan hệ giữa hai chính phủ Hà Nội và Bắc Kinh đã xấu đi nhanh chóng kể cả trong chiến tranh Việt-Trung lẫn giai đoạn hậu chiến. Về phần mình, Việt Nam cũng giống như các quốc gia xã hội chủ nghĩa khác, đã thể hiện sự không bằng lòng với Bắc Kinh trong quan hệ đối ngoại bằng cách đứng về phía Liên Xô, kình địch của Trung Quốc trong khối Cộng sản; đối với một quốc gia xã hội chủ nghĩa việc có liên lạc với Đài Loan tư bản là điều không tưởng. Tuy nhiên vào cuối những năm 1980, khi chiến tranh Lạnh tan băng, quan hệ giữa hai chính quyền Hà Nội và Đài Bắc dần dần được khôi phục; thực tế, các nhà quan sát xem đây là một trong những sự kiện quan trọng cho thấy dấu hiệu kết thúc chiến tranh Lạnh trong khu vực.
Mối quan hệ càng tiến triển khi Việt Nam bước vào tiến trình Đổi Mới, thực hiện mở cửa. Năm 1991, chủ nghĩa cộng sản sụp đổ tại Liên Xô và đông Âu khiến Việt Nam mất đi chỗ dựa về cả kinh tế, quân sự, ngoại giao. Điều này buộc lòng Việt Nam phải mở rộng mối quan hệ ngoại giao với các nước tư bản, Đài Loan là một trong những quốc gia đầu tiên của quá trình ấy. Năm 1992, Văn phòng Kinh tế Văn hóa Đài Bắc tại Việt Nam được thành lập, có vị thế tương đương Đại sứ quán một cách không chính thức, về lãnh thổ phụ trách các khu vực từ Huế ra Bắc, kiêm nhiệm Lào. Bên cạnh đó, Văn phòng Kinh tế Văn hóa Đài Bắc tại Thành phố Hồ Chí Minh cũng được thành lập, có vị thế tương đương Lãnh sự quán một cách không chính thức, về lãnh thổ phụ trách các khu vực từ Đà Nẵng vào Nam, kiêm nhiệm Campuchia. Phía Việt Nam cũng đặt Văn phòng Kinh tế Văn hóa Việt Nam tại Đài Bắc, có vị thế như một Đại sứ quán.

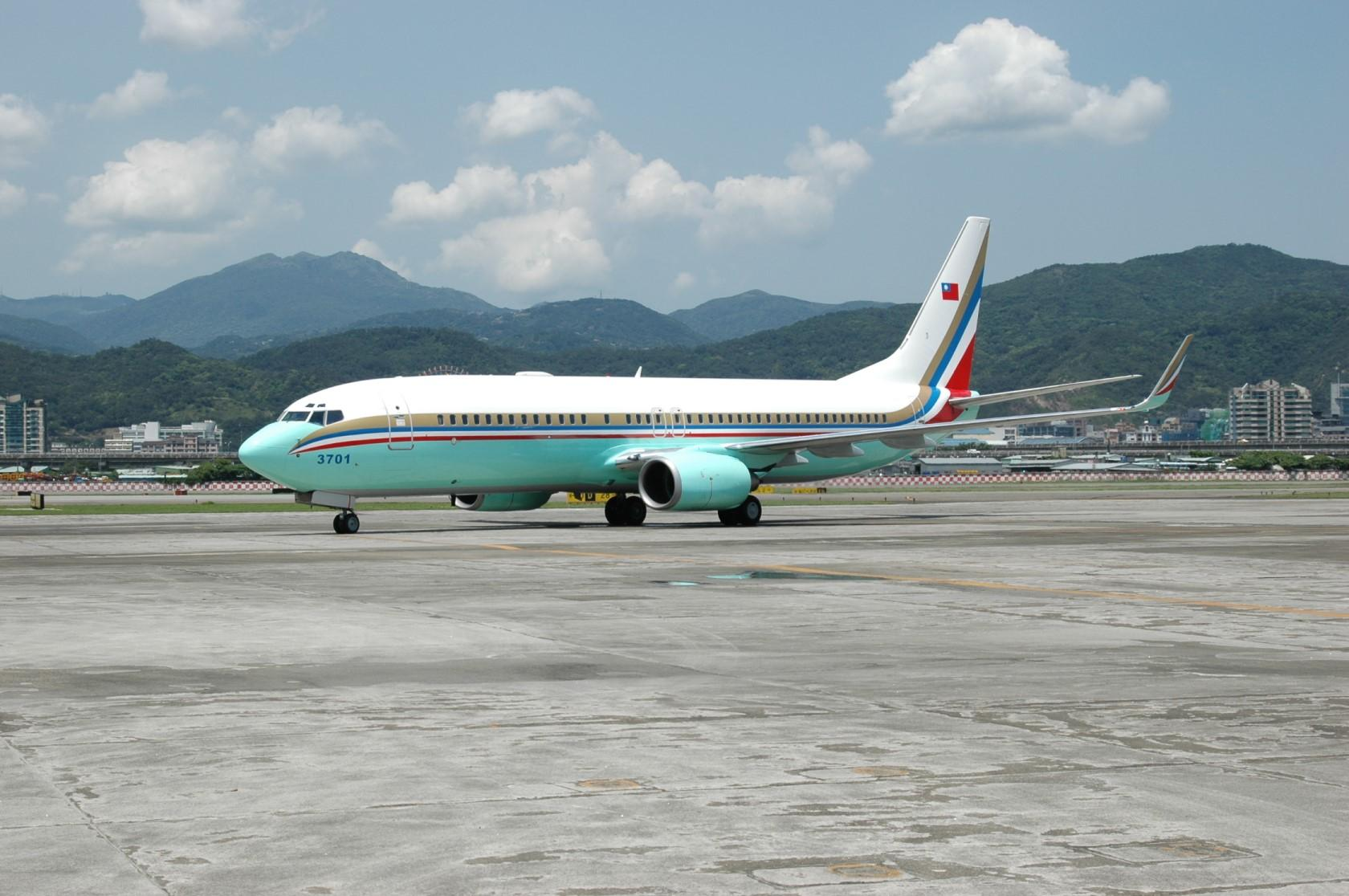
Máy bay Trương Trung Mưu bay đến Hà Nội

Năm 2006, chủ tịch công ty sản xuất chất bán dẫn Đài Loan Trương Trung Mưu tới Hà Nội với vai trò đại diện đặc biệt của Tổng thống Trung Hoa Dân Quốc khi đó là Trần Thủy Biển tại Diễn đàn Hợp tác Kinh tế châu Á - Thái Bình Dương. Một cách bất thường, Trương Trung Mưu bay đến Hà Nội bằng máy bay riêng của Tổng thống Trần Thủy Biển, một chiếc Boeing 737-800 do Không quân Trung Hoa Dân Quốc điều khiển. Chiếc máy bay có sơn quốc huy và quốc kỳ Trung Hoa Dân Quốc vốn trước đó chưa bao giờ được phép hạ cánh xuống quốc gia mà Đài Loan không có quan hệ chính thức.

## Đầu tư
Đầu tư trực tiếp nước ngoài là một công cụ chính trị quan trọng của Đài Loan. Theo Samuel Ku, Đài Bắc sử dụng "những nguồn lực kinh tế của hòn đảo để đổi lấy lợi ích chính trị từ Việt Nam".. Ngay từ ngày đầu Đổi Mới, Việt Nam đã rất quan tâm học hỏi kinh nghiệm của Đài Loan đối với các doanh nghiệp vừa và nhỏ nhằm làm giảm bớt sự thiếu hụt kinh niên hàng hóa tiêu dùng của chính Việt Nam. Tính đến 2006, các nhà đầu tư đến từ Đài Loan đã đầu tư 8 tỷ Đô la Mỹ vào Việt Nam, đặc biệt là vào thiết bị và công trình phục vụ các ngành sản xuất thâm dụng lao động tại các khu chế xuất. Mức đầu tư này đã biến Đài Loan trở thành nhà đầu tư nước ngoài lớn nhất của Việt Nam vào năm 2006. Bài học của Đài Loan đã được Hàn Quốc, một lãnh thổ có hoàn cảnh tương tự như Đài Loan, học tập và vượt qua, trở thành một trong những nhà đầu tư nước ngoài lớn nhất của Việt Nam trong thập niên 2010.

## Sách báo
- An, Thomas S. (1967), "The Overseas Chinese in South Vietnam: A Note", Vietnam Perspectives, 2 (4): 13–19, JSTOR 30182506
- Chen, Jie (2002), Foreign policy of the New Taiwan: pragmatic diplomacy in Southeast Asia, Edward Elgar, ISBN 978-1-84064-635-1
- Dang, Xuan Tanh (2011), "AEC, ECFA and Vietnam–Taiwan Economic Relations", Taiwan–Vietnam Economic Cooperation: Moving Towards the 2015 Vision of ASEAN Economic Integration (PDF), Bản gốc (PDF) lưu trữ ngày 24 tháng 12 năm 2013, truy cập ngày 4 tháng 12 năm 2012
- Ku, Samuel C. Y. (1999), "The Political Economy of Taiwan's Relations with Vietnam", Contemporary Southeast Asia, 21 (3): 405–423
- Tran, Quang Minh (2011), "Two decades of Taiwan's FDI in Vietnam: An analysis", Taiwan–Vietnam Economic Cooperation: Moving Towards the 2015 Vision of ASEAN Economic Integration (PDF), Bản gốc (PDF) lưu trữ ngày 24 tháng 12 năm 2013, truy cập ngày 4 tháng 12 năm 2012